# Missão Mercal
O 'Missão Mercal SA' (rede de supermercados) é um dos programas sociais incentivados pelo governo venezuelano de Hugo Chávez. Oficialmente criado em 24 de abril de 2003, a Missão Mercal é destinada ao setor de alimentos.
O programa é para construir e equipar lojas e supermercados com alimentos e outros produtos básicos a preços baixos para torná-los acessíveis aos mais necessitados.Os alimentos são subsidiados e chegam as prateleiras sem intermediários, de maneira que os preços sejam oferecidos com um desconto entre 30 e 45 por cento daqueles observados em outras redes de varejo.
O programa é a construção de instalações de vendas, equipar e facilitar a distribuição. O programa "Mercal" foi estendida com os chamados "Mercalitos" (estabelecimentos menores tamanhos, conhecidos popularmente no país de Bodegas) encontrados em áreas mais inacessíveis, caminhões de alimentos que vendem diretamente para a rua. Há também  o "Megamercal", que é um mercado improvisado em público, de enormes dimensões em um determinado dia, ampliando o número de alimentos e produtos para venda, em que simultaneamente oferece outros serviços sociais, como carteiras de identidade, de odontologia e exames (ópticos).

## Ligações externos
- Misión Mercal: Site oficial sobre Mercal.